# طعام علاجي
الأطعمة العلاجية هي أطعمة مصممة لأغراض غذائية علاجية خاصة، وهي نوع من أنواع المكملات الغذائية، وتستخدم الأنواع الرئيسية منها في حالات سوء التغذية الطارئة عند الأطفال، أو لتكملة حميات الأشخاص ذوي المتطلبات الغذائية الخاصة مثل حاجة المسنين للمنتجات المغذية عبر الأنابيب.

## الأطعمة الغذائية الجاهزة للاستخدام
| تركيبة الغذاء           |                             |
| ----------------------- | --------------------------- |
| المحتوى المائي          | 2.5% كحد أقصى               |
| الطاقة                  | 520-550 كيلو كالوري/100غرام |
| البروتين                | 10 إلى 12% من مجموع الطاقة  |
| الدهون                  | 45 إلى 60% من مجموع الطاقة  |
| الصوديوم                | 290 ملغم/100 غرام كحد أقصى  |
| البوتاسيوم              | 1100 إلى 1400 ملغم/100غرام  |
| الكالسيوم               | 300 إلى 600 ملغم/100غرام    |
| الفوسفور (بدون الفيتات) | 300 إلى 600 ملغم/100غرام    |
| المغنيسيوم              | 80 إلى 140 ملغم/100غرام     |
| الحديد                  | 10 إلى 14 ملغم/100 غرام     |
| الزنك                   | 11 إلى 14 ملغم/100 غرام     |
| النحاس                  | 1.4 إلى 1.8 ملغم/100 غرام   |
| السيلينيوم              | 20 إلى 40 مكغ               |
| اليود                   | 70 إلى 140 مكغ/100 غرام     |
| فيتامين A               | 0.8 إلى 1.1 ملغم/100 غرام   |
| فيتامين D               | 15 إلى 20 مكغ/100 غرام      |
| فيتامين E               | 20 ملغم/100 غرام كحد أدنى   |
| فيتامين K               | 15 إلى 30 مكغ/100 غرام      |
| فيتامين B1              | 0.5 ملغم/100 غرام كحد أدنى  |
| فيتامين B2              | 1.6 ملغم/100 غرام كحد أدنى  |
| فيتامين C               | 50 ملغم/100 غرام كحد أدنى   |
| فيتامين B6              | 0.6 ملغم/100 غرام كحد أدنى  |
| فيتامين B12             | 1.6 مكغ/100 غرام كحد أدنى   |
| حمض الفوليك             | 200 مكغ/100 غرام كحد أدنى   |
| النياسين                | 5 ملغم/100 غرام كحد أدنى    |
| حمض الباتوثينيك         | 3 ملغم/100 غرام كحد أدنى    |
| البيوتين                | 60 مكغ/100 غرام كحد أدنى    |
| حمض دهني n-6            | 3% إلى 10% من مجموع الطاقة  |
| حمض دهني n-3            | 0.3 إلى 2.5% من صافي الطاقة |

### المكونات
تتكون الأطعمة العلاجية عادة من خليط من البروتينات، والدهون، والفيتامينات، والمعادن، وتصنع الأطعمة الغذائية عن طريق سحق جميع المكونات وخلطها مع بعضها البعض، "تسمح عملية الخلط للدهون والكربوهيدرات في الطعام أن تدخل في مصفوفة الدهون".
ويجب أن يكون حجم الجسيمات في الخليط أقل من 200 ميكرومتر لكي يحتفظ بثباته، وتستخدم هذه العملية في إنتاج الأطعمة العلاجية وتغليفها دون استعمال الماء مما يقلل ممن مشكلة التلف. بعض الأطعمة العلاجية تتطلب إضافة الماء قبل تناولها، في حين أن هناك أنواع يمكن تناولها دون الحاجة الى ذلك. يتم تصميم الأطعمة العلاجية وتصنيعها بطريقة تضمن سهولة تناولها مباشرة من التغليف. هذه الأطعمة تتميز بقدرتها على مقاومة التلوث البكتيري، ولا تحتاج إلى الطهي.
هناك قسم من الأطعمة العلاجية، يتكوّن من معجونات مليئة بالطاقة وغنية بالمغذيات الدقيقة التي تمتلك خصائص غذائية مماثلة لها في الحمية التقليدية F-100 المستندة الى الحليب، والتي تستعمل في برامج التغذية العلاجية للمرضى داخل المستشفيات، وهي تتكون عادةً من الفستق، والزيت، والسكر، والحليب المجفف.
تتألف الأطعمة الجاهزة من خليط متجانس من أطعمة غنية بالدهون وقابلة للذوبان في الماء، ويكون الدهن المستخدم في تكوينها في حالة سائلة لكن بكثافة ملحوظة، وتكون المكونات الأخرى على شكل جزئيات صغيرة وممزوجة بالدهون. وتتألف المكونات الأخرى من البروتينات، الكربوهيدرات، الفيتامينات والمعادن، ويحتاج الخليط إلى أن يكون متجانسًا كي يتم الاستفادة منه بأتمّ فعالية عند استعماله، ولفعل ذلك يجب أن تتم عملية الخلط بشكل معيّن كالآتي: أولًا يسخّن الجزء المتكوّن من الدهون في الطعام ويحرَّك، ويجب الحفاظ على درجة حرارة الدهن بحيث يبقى بالحالة المثالية عند خلطه بالمكونات الأخرى، ويتم لاحقًا إضافة مسحوق البروتين، والكربوهيدرات، والفيتامينات، والمعادن بشكل بطيء وتدريجي أثناء تحريكه بقوة، ومن ثم يُحرك الخليط بسرعة أكبر لعدة دقائق.
بعد إضافة جميع المكونات والمحافظة على قوة الخلط والتحريك، قد يبدأ الخليط بالانفصال في حال احتواء مسحوق المكونات على جسيمات بحجم أكبر من 200 ميكرومتر، لذلك يجب المحافظة على حجم هذه الجسيمات بحيث تبقى أصغر من 200 ميكرومتر، وتتكون الأطعمة الجاهزة المتداولة من أربعة عناصر: سكر، وحليب مجفف خال الدسم، وزيت، ومكمل الفيتامينات والمعادن (CMV)، ويجب أن تحتوي الأطعمة الجاهزة على خصائص أخرى مثل سهولة المضغ ونعومة التركيب وعلى النكهة أن تكون مقبولة وتناسب الأطفال الصغار، ويجب أن تكون أيضا جاهزة للأكل دون الحاجة إلى طبخها.
من أهم الخصائص التي يجب أن تتوافر في الأطعمة العلاجية هي طول مدة صلاحيتها، ومقاومة التلوث البكتيري للمكونات، وانعدام الحاجة إلى تغليف مكلف. ونظرًا لأن بعض المكونات تتطلب التواجد في سائل، يجب أن يكون السائل المستخدم في إنتاج الطعام من الدهن والبروتين، بحيث يشكل 50% من مكونات الطعام. ومن المهم أن يكون البروتين المستعمل مصدره مشتقات الحليب لضمان القيمة الغذائية والخصائص العلاجية المطلوبة.
تفرض مواصفات اليونيسف القياسية للطعام العلاجي الجاهز على وجوب التزوّد بخليط الفيتامينات والمعادن من واحد من البائعين الذين اعترف بهم برنامج الأغذية العالمي مثل: دي إس إم نيوتريشن/فورتيتيك، ونيكولاس بيرامال هيلثكير إل تي دي (مجموعة بيرامال حاليًا)، وهيكساجون نيوتريشن، و(BASF SternVitamin)، ومعمل GAIN للتخليط، وتستخدم اليونيسيف الأطعمة العلاجية الجاهزة في برنامج يونيسف كيد باور لمكافحة سوء التغذية، مما يساهم في تعزيز الوعي والمشاركة العالمية من خلال المشاهير الذين يشاركون في بعثات تهدف إلى مساعدة المناطق الفقيرة في إفريقيا.

### الطريقة الغذائية
يتم معالجة سوء التغذية عند الأطفال خلال مرحلتين:
- المرحلة الأولى: تركز على الأطفال الذين يعانون من سوء التغذية المزمن والمصابين بحالة شديدة من المرض نتيجة لذلك. في هذه المرحلة، يُستخدم محلول F-75، وهو محلول غذائي يعتمد على الحليب ويحتوي على كمية كبيرة من الطاقة والبروتين (75 كيلوسعر/100 مليلتر و0.9 بروتين غرام/100 مليلتر). بالإضافة إلى ذلك، يتم إعطاء الأطفال مضادات حيوية عن طريق المحاقن. مع تحسن صحة الطفل وشهيته بشكل ملحوظ، ينتقل الطفل إلى المرحلة الثانية من العلاج.
- المرحلة الثانية: في هذه المرحلة، يُستخدم محلول F-100، وهو محلول غذائي متخصص يعتمد على الحليب ويتميز بمحتوى عالٍ من الطاقة والبروتين (100 كيلوسعر/100 مليلتر و2.9 بروتين غرام/100 مليلتر). لا يُسمح للطفل بالخروج من هذه المرحلة إلا بعد تحسن حالته بالكامل، بحيث لا يظهر لديه الهزال ويحقق نموًا ملحوظًا في الوزن [من خلال تسجيل مؤشر وزن الطول (WHZ) = 2]. تبدأ المرحلة الثانية عندما يكون الطفل في المستشفى، وعادة ما تنتهي عندما يغادر الطفل المستشفى ويتابع العلاج في المنزل، حيث تتحمل الأسرة مسؤولية تغذية الطفل باستخدام مكملات غذائية مصنوعة من الدقيق المصنوع من الحبوب والبقوليات كبديل للأطعمة المعتمدة على الحليب التي تم استخدامها في المراحل الأولى والثانية.

تفرض (معايير منظمة الصحة العالمية لعلاج سوء التغذية عند الأطفال) على استخدام تركيبتين خلال العلاج الأولي، وهما F-100 و F-75، وتتضمن هاتين التركيبتين مزيجًا من الحليب المجفف، والسكر ومقادير أخرى صُمِمَت لتوفير خليط سهل الامتصاص من كربوهيدرات ومغذيات دقيقة ضرورية، فيتم توفيرها بشكل عام على هيئة خليط مسحوق قابل للاستخدام مع الماء، وتوصي منظمة الصحة العالمية بهذه التركيبات مع استحضار تدريجي للأطعمة العادية الأخرى حتى وصول الطفل إلى الوزن المعتدل.

### الفعالية
ليس هناك أدلة كافية للإشارة إلى فعالية الأطعمة العلاجية الجاهزة لعلاج حالات سوء التغذية المزمنة عند الأطفال الذين هم دون الخامسة من العمر داخل بيوت المدنيين، وحتى عام 2013 استخدم طعام Plumpy'nut لعلاج سوء تغذية الآلاف من أطفال إفريقيا نائلاً بذلك موافقة منظمة الصحة العالمية كغذاء علاجي رسمي.

## الأمثلة
من الأمثلة على الأطعمة العلاجية:
- K-mix 2، غذاء عالي الطاقة، صنعته اليونيسيف في الستينيَات.
- Citadel spread، معجون الفستق مع الزيت والسكر و الحليب المجفف، قيد الاستخدام منذ 1971.
- Plumpy'nut، طعام علاجي جاهز صلب، صنع في فرنسا منذ 1996 لعلاج حالات سوء التغذية المزمنة.
- Medika Mamba، طعام علاجي يتألف من زبدة فول سوداني مغذَّية، أنتجه ووزّعه Meds and Food for Kids في هاييتي منذ 2003.
- BP-100، لوح القمح والشوفان المدعّم بالمغذيات، صمم كي يوفر خصائص مماثلة لمادة F-100 من منظمة الصحة العالمية.
- Nutribun، الخبز المدعّم الذي طورته الوكالة الأمريكية للتنمية الدولية، و وزّعته تحت برنامج Food for Peace.